# Turkestánská islámská strana

Černá vlajka džihádu

Vlajka Turkestánské islámské strany

Turkestánská islámská strana, dříve Islámské hnutí Východního Turkestánu, je islamistická organizace usilující o nezávislost Východního Turkestánu a o obrácení všech Číňanů na islám. Své sídlo má mimo Čínu v Pákistánu a upozorňuje na sebe teroristickými útoky, při kterých zahynulo již nejméně 162 osob a více než 440 bylo zraněno.
Ve Východním Turkestánu se opírá o muslimy z řad ujgurského obyvatelstva.
Mezi „teroristické skupiny“ ji řadí Organizace spojených národů a vlády Čínské lidové republiky, Kazachstánu, Kyrgyzstánu a Afghánistánu.